# تیم ملی بسکتبال سودان جنوبی
تیم ملی بسکتبال سودان جنوبی، نمایند سودان جنوبی در مسابقات بین المللی بسکتبال است. در مه ۲۰۱۱ گشایش یافت و در دسامبر ۲۰۱۳  به عضویت فیبا درآمد  به آنها لقب ستاره های درخشان داده می شود.

## تاریخچه
این تیم نخستین بازی غیر رسمی خود را در جوبا در برابر قهرمان باشگاه‌های لیگ اوگاندا، تیم پاور در ۱۳ ژوئیه ۲۰۱۱ در جوبا انجام داد. پاور این مسابقه را ۸۴–۸۶ برد. 